# 硒化汞
硒化汞 （HgSe）是汞和硒的化合物。它是一种灰黑色的类金属固体，晶体结构为立方晶体。其晶格常数为0.608nm。
汞与硒还能形成其他化合物：HgSe2和HgSe8。因此，严格地说HgSe应该被称作硒化汞(Ⅱ)。
硒化汞通常出现在灰硒汞矿中。

## 应用
- 硒通常会被装在一些钢铁厂的过滤器中用来吸收汞蒸气，汞蒸气会与硒反应生成硒化汞固体。
- 硒化汞可作为一些宽隙Ⅱ-Ⅵ族半导体（如硒化锌、氧化锌等）的欧姆接触。

## 毒性
硒化汞相当稳定，这意味着它的毒性要比汞以及一些有机汞化合物小得多。但如果硒化汞是一旦接触到强酸，就会产生有毒的硒化氢气体。
HgSe在消化过程中形成与蛋白质的大型不溶性团簇，而在摄入汞的同时非常精确地共同施用硒已被证明可以减轻由此产生的中毒。这种效果太过微妙，无法实际应用，但硒与汞形成复合物的能力被提出可以解释为什么相对高的汞含量不会使深海鱼中毒。